# 도돌이표

도돌이표

기보법에서 도돌이표는 돌아가서 한번 더 연주하게 만들어진 기보 중 하나이다.
끝세로줄이나 피네(Fine), 겹세로줄 또는 도돌이표 위의 페르마타가 있는 곳에서 곡을 마친다.

## 예시
예를 들어 다음과 같이 생각해 보자.
위와 같은 마디는 A - B - C - D - E - D - E - F 와 같이 연주한다.
이러한 경우는 A - B - C - D - A - B - C - D - E 와 같이 연주한다.
3번 이상 반복하려면 닫는 도돌이표 위에 '3 times', '4 times' 등의 기호를 써줘야 한다.

## 같이 보기
- 다 카포